# А ну-ка, дедушки!
«А ну-ка, дедушки!» — советско-болгарская комедия 1981 года режиссёров Нинель Неновой и Гено Цулая киностудии «Грузия-фильм».

## Сюжет
Студенту и боксеру-любителю из Батуми Бичико Тохадзе очень нужно в Болгарию — там у него подруга по переписке Красимира, в которую он влюбился и на фотографию которой он не может налюбоваться.
Но желание поехать в Болгарию сопряжено с большими трудностями. Сначала в университете Бичико отказывают в путевке потому, что он уже был в Венгрии и чуть не остался там. Затем Бичико пытается победить в соревновании по боксу, чтобы поехать на турнир в Болгарию, но терпит поражение от конкурента. После проигрыша боксерского поединка друзья рассказывают Бичико, что университетский оркестр едет на 10 дней в Болгарию, но это оказывается розыгрышем, на самом деле музыканты едут в Армению и Азербайджан. Он предлагает декану как художественную самодеятельность отправить в Болгарию на фестиваль народных песен грузинский «хор долгожителей» — четвёрку неунывающих старичков из отдалённого грузинского села, кавалеров боевых и трудовых наград, среди которых будет и прадед Бичико.
Приехав в Варну, Бичико отправляется на поиски невесты, но и «хор долгожителей» время зря не теряет, сбежав от импресарио. Они идут в казино, знакомятся с болгарскими долгожителями, участвуют в банкете, понимая толк в болгарском вине, да так, что их потом приходится искать с вертолётом.
Бичико же, с трудом добравшись до адреса Красимиры, узнаёт, что писала ему, вложив фотографию какой-то девушки из газеты, обычная школьница, которой было грустно от того, что у неё нет друзей. Затем ему нужно срочно возвращаться в концертный зал, так как он должен выступать вместе с танцевальным ансамблем. Бичико останавливает первую попавшуюся машину, водителем которой и оказывается та самая Красимира, чью фотографию он хранил. Старики приглашают ее посмотреть концерт танцоров, на который они уже успели взять с собой болгарских долгожителей. Окрыленный успехом, Бичико бежит после выступления купить Красимире цветы, но девушка уже исчезла. В аэропорту перед вылетом огорченный Бичико дарит цветы болгарской девочке, которая переписывалась с ним вместо Красимиры и пришла попрощаться с гостями из Грузии. Сев в самолёт на обратный рейс в Батуми, Бичико видит стюардессу — ею оказывается Красимира.

## В ролях
- Леван Учанейшвили — Бичико Тохадзе
- Василий Кахниашвили — Ладико Тохадзе
- Шалва Херхеулидзе — Авсентий Абишария
- Михаил Вашадзе — Барнаба Барамидзе
- Акакий Доборджинидзе — Шоломидзе
- Варлам Цуладзе — Мамаладзе
- Петар Петров — Трифон
- Инна Симеонова — Красимира
- Борис Ципурия — Булия, завклубом, импресарио
- Котэ Махарадзе — спортивный комментатор
- Андро Навасардов — судья на ринге, камео
- и другие

Закадровый текст читает Георгий Гегечкори.
Песни и танцы исполняет Государственный ансамбль песни и танца Грузии «Рустави».

## Критика
Добрый, искренний философский фильм «А ну-ка, дедушки!» полон юмора, теплоты и поэзии. Умело и интересно использован фольклор как грузинский, так и болгарский.— Телевидение и радиовещание, 1981

## Фестивали и награды
- Приз жюри Всесоюзного фестиваля телевизионных фильмов (Ереван, 1981)

## Рецензии
- Фридкина И. — В фильме только дедушки (Худож. фильм «А ну-ка, дедушки!»") // Заря Востока, 5 ноября 1981